# Clydesdale (hästras)
Clydesdale är en hästras från som ursprungligen kommer från Skottland. Mankhöjden är mellan 163 och 183 cm. De tillåtna färgerna är svartbrun, brun, svart, fux, skimmel och mer ovanligt är brunskimmel, rödskimmel och svartskimmel. Den har ofta stora vita tecken på benen och i ansiktet.
Clydesdalen är en tung kallblodshäst som lämpar sig som drag- och gårdshäst. Under 1800-talet var den mycket lik shirehästen men har sedan 1870-talet fått en egen stambok. Den används fortfarande på vissa enskilda platser som bryggarhästar och för timmertransporter.

## Historia

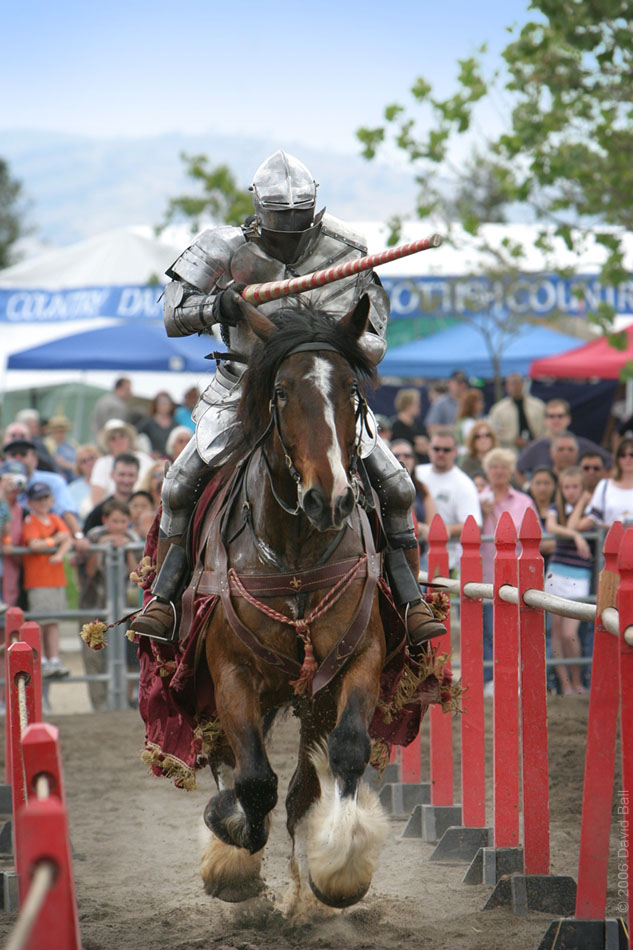
Clydesdalehästen kan användas som en större och grövre ridhäst och har blivit populär inom barockridning och som här på bilden, i tornerspel.

Clydesdalehästen utvecklades i Clydedalen i Lanarkshire i Skottland. Rasen grundades någon gång mellan 1715 och 1720 när den sjätte hertigen av Hamilton importerade hästar från Republiken Förenade Nederländerna och Frankrike för att bättra på de inhemska brittiska draghästarna, antagligen för att få fram bättre stridshästar. Ungefär samtidigt köpte även en man vid namn John Paterson från Lochlyoch samma flamländska hästar som redan fanns i England och grundade den linje som skulle komma att bli den mest inflytelserika på rasen, åtminstone fram till 1800-talet.
I Hamilton fortsatte aveln av hästar av Lawrence Drew, som var tillsynsman hos den elfte hertigen av Hamilton, och hans vän David Riddell. Båda la ner mycket arbete på att försöka förbättra rasen, bland annat med de sista återstående exemplaren av den idag utdöda hästrasen Old English Black. År 1883 grundade de två vännerna Select Clydesdale Horse Society, ett avelssällskap som motsatte sig den officiella stamboken som öppnats fem år tidigare. De förde in Shireston, fast beslutna om att Shirehästen och Clydesdale var två olika grenar av samma ras. David Riddell blev också en av de första att exportera Clydesdalehästar.
Drew och Riddell använde sig mycket av två riktigt stora hingstar vid namn Prince of Wales 673 och Darnley 222. För att säkra rasen och nå bästa resultat lät man betäcka de bästa stona från Princelinjen med hingstar från Darnleylinjen och tvärtom. Men man räknar en ännu tidigare hingst vid namn Glancer 335 om stamfader till Clydesdalehästen då han var en direkt ättling till de hästar som John Paterson importerat under början av 1700-talet.
Rasen spred sig snabbt till England där den jobbade för att transportera kol. Många hästar exporterades även till Australien och Nya Zeeland. I Australien ersatte den helt alla arbetshästar i Australien och överlevde trots att den under mitten av 1950-talet nästan helt slutade användas i landet. Idag är rasen populär i Australien och man kan ofta se dem på utställningar och även för att dra öltunnor. Speciellt under påsken är det ett stort pådrag med tusentals besökare som tittar när Clydesdalehästarna drar stora ölvagnar.
Under slutet av 1800-talet och början av 1900-talet fanns över 140 000 registrerade Clydesdalehästar, enbart i Skottland. Men när Andra världskriget rasade dödades många hästar eller togs som krigsbyte samtidigt som jordbruken mekaniserades och 1949 fanns bara 80 registrerade hästar i England. 1975 skrevs rasen in som utrotningshotad i Rare Breed Trust Survival och rasen räddades. Idag finns 5 000 registrerade exemplar av rasen men antalet stiger kraftigt. I USA är rasen omåttligt populär och det rapporteras om över 600 Clydesdaleföl som föds där varje år.

## Egenskaper

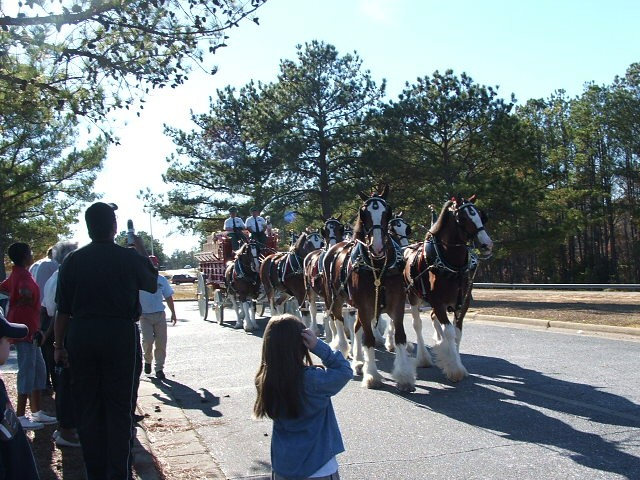
Clydesdalehästar anlitas ofta för att dra ölvagnar, här gör hästarna reklam för Budweiser i Boston, USA

Clydesdalehästen är känd bland annat på grund av sina fina rörelser och avelsföreningarna menar att rasen är en "praktfull häst med en pompös, kraftfull hållning och en hög rörelseaktion som ger den en enastående elegans bland draghästar". Även hovarna och benen är en av rasens bästa egenskap. De är sunda, tåliga och starka och på utställningar är det oftast hovarna som domarna kollar först.
Den moderna Clydesdalehästen är lite mindre än de första exemplaren och har nu en klart fixerad standard. Genomsnittsmankhöjden på rasen är 167 cm men många exemplar kan överstiga höjden och vikten kan nå över ett ton. Benen ser ganska långa ut, vilket inte är karaktäristiskt hos kallblodshästar. Benen har ett rikligt hovskägg som inte får vara för grovt. Hovskägget medför tyvärr att eksem kan vara ganska vanligt.
Huvudet på Clydesdalen är lite tungt och grovt med en rak profil och vita tecken gillas mycket. De populäraste Clydesdalehästarna är de som har stora vita tecken på benen och på magen.
Clydesdalehästarna används idag mycket inom shower och speciellt för att dra ölvagnar. I USA har de dock använts för att jobba med boskap på prärien. Det sägs även att Clydesdalehästen var "rasen som byggde Australien".